# NGC 4830
NGC 4830 este o galaxie lenticulară situată în constelația Fecioara. A fost descoperită în 26 mai 1880 de către Ernst Wilhelm Tempel. Se află la o distanță de 42,85 de megaparseci de Pământ.